# Miodrag Jovanović
Miodrag Jovanović (en serbio, Mиoдpaг Joвaнoвић – Минда, Belgrado, Reino de Yugoslavia, 17 de enero de 1922 - 14 de diciembre de 2009) fue un futbolista serbio que jugó para las selecciones de Serbia, cuando este era un estado títere de la Alemania nazi y para la selección de fútbol de Yugoslavia. Formó parte del equipo yugoslavo que se colgó la plata en los Juegos Olímpicos de Londres 1948. Posteriormente ejerció de entrenador.

## Clubes

### Jugador
| Club                      | País       | Año         |
| ------------------------- | ---------- | ----------- |
| USA-OS                    | Yugoslavia | 1945 - 1946 |
| Estrella Roja de Belgrado | Yugoslavia | 1945 - 1946 |
| Metalac Beograd           | Yugoslavia | 1946 - 1947 |
| Partizan                  | Yugoslavia | 1947 - 1956 |

### Entrenador
| Club               | País       | Año         |
| ------------------ | ---------- | ----------- |
| Olimpija Ljubljana | Yugoslavia | 1967 - 1969 |
| Budućnost Peć      | Yugoslavia | 1969 - 1970 |
| Mladi Radnik       | Yugoslavia | 1970 - 1971 |